# Так говорил Заратустра (Штраус)
«Так говори́л Зарату́стра» (нем. Also sprach Zarathustra) — симфоническая поэма немецкого композитора Рихарда Штрауса. Написана в 1896 году под впечатлением от одноимённого романа Фридриха Ницше.
Произведение программное; состоит из девяти фрагментов, исполняемых без пауз. Названия фрагментов повторяют названия некоторых глав литературного первоисточника. Симфоническая поэма написана для четверного оркестра. В партитуре используются также орган и колокол.

## История
Премьера состоялась во Франкфурте в исполнении оркестра под управлением автора. С тех пор произведение прочно вошло в мировой симфонический репертуар.

## Программа
1. Предисловие, или Восход
2. О людях потустороннего мира
3. О великом томлении
4. О радостях и страстях
5. Погребальная песнь
6. О науке
7. Выздоравливающий
8. Танцевальная песнь
9. Песня ночного странника

## Характеристика
В художественном отношении симфоническая поэма является ярким примером позднего немецкого романтизма, тяготеющего к зарождающемуся модернизму. Автор усваивает и с любовью воплощает многие вагнеровские черты, прежде всего, свойственное Вагнеру парадоксальное соседство чрезвычайного педантизма и даже некоторого музыкального «занудства» — и бурного драматизма. Не будучи выдающимся мелодистом, Штраус «берёт оркестровкой», захватывая слушателя поистине уникальными находками в красках оркестра, одной из которых является и заглавная тема произведения. Связь музыкального развития с литературным первоисточником очевидна: музыка близка к буквальной иллюстрации соответствующих глав, а поэтически-философские образы Ницше старательно переведены автором на язык музыкальных художественно-изобразительных средств.

## Состав оркестра
- Деревянные духовые: флейта-пикколо, три флейты, три гобоя, английский рожок, три кларнета, бас-кларнет, три фагота, контрафагот
- Медные духовые: шесть валторн, четыре трубы, три тромбона, две тубы
- Ударные: литавры (два музыканта), большой барабан, тарелки, треугольник, колокольчики, колокол
- Клавишные: орган
- Струнные: две арфы, 32 скрипки, 12 альтов, 12 виолончелей, восемь контрабасов.

## Использование начальных тактов
Музыка из поэмы использовалась в саундтреке фильма Стэнли Кубрика «Космическая одиссея 2001 года» (а также во множестве менее значимых кинолент), используется в оформлении телепередачи «Что? Где? Когда?» (в начале), гонки «24 часа Ле-Мана» (в конце прогревочного круга). Элвис Пресли открывал свои концерты в гостинице «Интернациональ» в Лас-Вегасе увертюрой из этой музыкальной поэмы. Deep Purple использовали фрагменты из неё в своём втором альбоме. Рестлер Рик Флэр использовал несколько версий вступительных фрагментов в качестве своей вступительной темы на протяжении большей части своей карьеры на ринге. 

## Аудиозаписи
Поэму «Так говорил Заратустра» исполняли многие выдающиеся оркестры и дирижёры, среди которых Герберт фон Караян, Рудольф Кемпе, Фриц Райнер, Бернард Хайтинк. Средняя продолжительность звучания поэмы — около 30 минут.